# Andrij Czornowił
Andrij Czornowił (ur. 1962) – ukraiński polityk, lekarz.
Syn Wiaczesława, brat Tarasa. Jest wykładowcą Akademii Medycznej we Lwowie, od 2002 deputowanym Lwowskiej Rady Obwodowej.
Startował w wyborach prezydenckich w 2004 roku, zdobywając minimalne poparcie.

## Literatura
- Andrzej Chojnowski, Jan Bruski - "Ukraina", Warszawa 2006, ISBN 978-83-7436-039-5